# Wicheramo
Wicheramo (VIII secolo – 810/812), fu duca di Tuscia dal 797 all'810/812 e conte di Toscana.

## Biografia
Non è noto l'anno di nascita, ma fu originario della nobiltà dei Franchi venuta in Italia con Carlomagno. Assieme alla moglie Mona, fu soggetto di donazione di beni in località Vetroniana, dove edificò una chiesa nell'810, dotandola di molti beni. Negli anni seguenti Wicheramo acquistò diversi beni nella zona di Lucca.